# Colegiul Național „Mihai Viteazul” din Ploiești
Colegiul Național „Mihai Viteazul” este un liceu aflat în zona centrală a municipiului Ploiești, pe Bulevardul Independenței, numărul 8. 
Acesta este cunoscut pentru rezultatele bune ale elevilor săi în cadrul competițiilor și olimpiadelor naționale, în mod deosebit în domeniul informaticii, precum și în domeniul științelor naturii și al lingvisticii. Notabile mai sunt și rezultatele elevilor în activități extracurriculare precum dezbaterile academice, doi dintre profesorii liceului fiind fondatorii celor două cluburi ale orașului (prof. Simona Mazilu - ARGO Debate; prof. Gelu Hanganu - AES Debate).

## Istoric
În data de 8/20 noiembrie 1874 se inaugurează oficial „Școala secundară de fete Ploiești”. Doisprezece ani mai târziu, pe 1/13 septembrie 1886 școala este preluata de stat, în 1891 prima serie de absolvente ieșind de pe băncile scolii. Anul 1895 aduce schimbarea numelui în „Despina Doamna”, iar până în anul 1926 aceasta capătă un corp nou.
În anul 1944 clădirea originală este distrusă în timpul bombardamentelor americane asupra rafinăriilor ploieștene. Trec cincisprezece ani, iar școala este alipită locației actuale, ce aparținea liceului „Sfinții Petru și Pavel”, și acesta afectat serios de distrugerile războiului. Aripa nordică a clădirii este reconstruită după încetarea conflictului, iar liceul își reintră în ritmul academic normal, separat de liceul „Sfinții Petru și Pavel”.
În anul 1970 liceul este integrat împreună cu alte cinci școli din țară în sistemul școlilor asociate UNESCO, iar peste patru ani capătă numele „Mihai Viteazul”. Numele mai este schimbat și în anul 1997, când instituția capătă denumirea actuală și rangul de Colegiu Național. În anul 2003 au loc lucrări de renovare și consolidare, finalizate în anul 2008.
În anul 2004, liceul primește titlul de „Școală Europeană”.